# Mercedes-Benz MB 100
 Der er for få eller ingen kildehenvisninger i denne artikel, hvilket er et problem. Du kan hjælpe ved at angive troværdige kilder til de påstande, som fremføres i artiklen.

Mercedes-Benz MB 100 var en let varebil fremstillet af Mercedes-Benz fra januar 1987 til januar 1996.
Modellen fandtes i flere forskellige afskygninger såsom kassevogn, minibus, ladvogn og autocamper.
MB 100 fik et facelift til modelåret 1992. Efter at produktionen i Spanien ophørte, blev modellen fortsat fremstillet af SsangYong i Sydkorea frem til 2004. Herefter blev produktionsanlæggene flyttet til Kina, hvor modellen stadigvæk bygges af SAIC Motor.